# Macrostemum wallacei
Macrostemum wallacei är en nattsländeart som först beskrevs av Mclachlan 1866.  Macrostemum wallacei ingår i släktet Macrostemum och familjen ryssjenattsländor. Inga underarter finns listade i Catalogue of Life.